# دان ساندلج
دان ساندلج (انگلیسی: Don Sunderlage؛ زاده ۲۰ دسامبر ۱۹۲۹ درگذشته ۱۵ ژوئیهٔ ۱۹۶۱) یک بازیکن بسکتبال اهل ایالات متحده آمریکا بود.